# Vacuümbekrachtiging
De vacuümbekrachtiging is een manier van rembekrachtiging en heeft dus als doel een grote remkracht mogelijk te maken bij een relatief kleine kracht op het rempedaal of de remhandle. De bekrachtiger is tussen het mechanisme van het rempedaal en de hoofdremcilinder geplaatst.
De vacuümbekrachtiger werkt door middel van een zuiger die in een cilinder geplaatst is en zo de cilinder in twee kamers verdeelt. De kamer aan de kant van de hoofdremcilinder wordt constant onder lage druk gehouden door omdat deze verbonden is met het inlaatspruitstuk door middel van een slang.

## Situaties
1. Niet remmen; beide kamers zijn met elkaar verbonden zodat beide kamers nu vacuüm zijn. Dit wil zeggen dat langs beide zijden nu een even grote druk op de zuiger uitgeoefend wordt en de zuiger dus niet verplaatst wordt.
2. Remmen; in het bekrachtigingssysteem bevinden zich kleppen/membranen. Het eerste membraan bevindt zich in het centrum van de zuiger en bepaalt of de twee kamers al dan niet verbonden zijn. Het tweede membraan zorgt ervoor dat de linkerkamer al dan niet verbonden is met de buitenlucht.

Wanneer het rempedaal of de remhandle wordt ingedrukt begint het zuigermembraan zich te sluiten en het membraan van de ene kamer te openen. Hoe dieper het pedaal ingedrukt wordt hoe meer de membranen bediend worden. Door dat de buitenlucht nu in de andere kamer binnen kan ontstaat er een grotere druk dan aan de andere kant van de zuiger zodat de zuiger verplaatst wordt. Hoe dieper het rempedaal wordt ingedrukt hoe groter de druk wordt op de zuiger. Door deze druk wordt een grote kracht uitgeoefend op de hoofdremcilinder en zo wordt een grote remkracht bereikt.
Wanneer het pedaal nu wordt losgelaten nemen de membranen weer hun normale stand in en ontstaat langs beiden zijden terug een vacuüm. Door middel van een veer neemt ook de zuiger terug zijn normale stand in.